# Меньшикова Ніна Євгеніївна
Ніна Євгенівна Меньшикова (нар. 8 серпня 1928, Москва — пом. 26 грудня 2007, Москва) — радянська і російська кіноактриса. Заслужена артистка РРФСР (1969). Народна артистка РРФСР (1977).

## Життєпис
Ніна Меньшикова народилася 8 серпня 1928 року в Москві. Батько — Євген Меньшиков (1898 — ?), військовий; мати — Тетяна Меньшикова (1903 — ?).
У 1947 році вступила до ВДІК на курс Бориса Бабочкіна. У майстерні Бориса Бабочкіна Ніна Меньшикова навчалася два роки, але Бабочкін не вважав її перспективною, і тоді вона перейшла на інший курс, на рік молодший, в майстерню  Сергія Герасимова та  Тамари Макарової. Сергій Аполлінарійович розкрив своєрідність таланту Ніни Меньшикової, її акторську чарівність, виховав професіоналізм. Ніна Меньшикова стала сталінською стипендіаткою. При випуску з інституту в характеристиці, виданій актрисі, було сказано:
|  | «Обдарована молода актриса, здатна до вирішення самостійних акторських завдань. Досить освічена і допитлива, обдарована почуттям гумору і гострою спостережливістю. Зіграла велику кількість найрізноманітніших ролей, різного віку й характерності. Всі ролі, виконані нею протягом курсу, завжди отримували відмінну оцінку. Добре танцює, співає; вирішуючи творчі завдання, проявляє вольові якості». |

Дипломною екранною роботою для Ніни Меньшикової стала головна роль у фільмі «Переполох» (за оповіданням Антона Чехова), який знімали студенти режисерського факультету Василь Ординський та Яків Сегель .
З 1953 року працювала в Театрі-студії кіноактора. Всього Ніна Меньшикова зіграла більше 60 ролей в кінофільмах та спектаклях, серед яких Варвара у фільмі «Чудотворна» (реж. В. Скуйбін, 1960), Віра у фільмі «Дівчата» (реж. Ю. Чулюкін, 1961), вчителька Світлана Михайлівна в фільмі «Доживемо до понеділка» (реж. С. Ростоцький, 1968).
Померла Ніна Меньшикова 26 грудня 2007 року в Москві. Похована на Ваганьковському кладовищі .

## Особисте життя
- Ніна Меньшикова була одружена з кінорежисером Станіславом Ростоцьким (1922—2001)
  - Син, актор та режисер Андрій Ростоцький (1957—2002)
    - Онучка Ольга (нар. у 1989 році)

## Визнання та нагороди
- Заслужена артистка РРФСР (1969)
- Державна премія СРСР (1970 рік — за виконання ролі Світлани Михайлівни у фільмі «Доживемо до понеділка»)
- Народна артистка РРФСР (7 січня 1977 року) — за заслуги в галузі радянського кіномистецтва[4]
- Медаль «За доблесну працю у Великій Вітчизняній війні 1941—1945 рр.»
- Медаль «Ветеран праці»
- Медаль «50 років Перемоги у Великій Вітчизняній війні 1941—1945 рр.»

## Творчість

### Дипломні роботи в театрі
- «Анна Кареніна» — Доллі
- «Юність Петра» — Анна Монс

### Ролі в кіно
- 1954 —  Переполох —  гувернантка Машенька  (дипломна робота)
- 1956 —  Перші радощі —  Ксенія Рогозіна
- 1958 — Пам'ять серця
- 1958 —  Людина з планети Земля —  Люба Ціолковського
- 1959 —  Похмурий ранок —  Чесночиха
- 1959 — Балада про солдата —  телеграфістка
- 1960 —  Чудотворна —  Варвара
- 1960 —  Сергій
- 1960 —  Перше побачення —  Тоня
- 1961 — Битва в дорозі —  Ніна
- 1961 — Перший день миру —  фрау Фішер
- 1961 —  Дівчата —  «мама» Віра
- 1962 — Молодо-зелено
- 1963 — Великі і маленькі —  Віра Гнатівна Коробова
- 1963 — Людина, яка сумнівається
- 1964 — Де ти тепер, Максиме? —  мати
- 1965 —  Чисті ставки
- 1965 —  Серце матері —  Анна Ульянова
- 1966 — Сіра хвороба
- 1966 — Вірність матері —  Анна Ульянова
- 1968 — Доживемо до понеділка —  Світлана Михайлівна, вчителька літератури
- 1970 — Хутірець у степу —  Тетяна Іванівна
- 1972 — Людина на своєму місці —  Ганна Петрівна Звягіна, передова доярка
- 1972 — Повернення скрипки —  Марія Петрівна
- 1973 —  Повернення немає
- 1974 — Ваші права? —  Світлана Глібовна, інспектор дитячої кімнати міліції
- 1975 —  В очікуванні дива —  екскурсовод
- 1975 — Сто днів після дитинства —  Ксенія Львівна
- 1975 — Шторм на суші
- 1976 — Грибна людина —  Ельвіра  (дубляж)
- 1977 — «Посейдон» поспішає на допомогу — Надія Василівна
- 1978 — Шкільний вальс —  мати Діни
- 1979 — Круте поле —  Серафима
- 1979 — Моя Анфіса —  мати Миколи
- 1979 — Іванцов, Петров, Сидоров —  Ксенія
- 1981 —  Шостий —  Ольга Василівна
- 1981 — Подорож в Кавказькі гори —  Клавдія Михайлівна
- 1981 — У небі «нічні відьми» —  Марія Іванівна, комісар
- 1982 — Відкрите серце —  старша медсестра
- 1983 — Серафим Полубєс й інші мешканці Землі —  Марфа
- 1985 — Пан гімназист
- 1985 — І на камінні ростуть дерева —  закадровий текст
- 1986 — Кінець операції «Резидент» —  Віра Сергіївна
- 1987 — Візит до Мінотавра (міні-серіал, 1987) —  дружина Іконнікова
- 1987 — Микола Подвойський
- 1987 — Позика на шлюб
- 1989 —  …І вся любов
- 1990 —  Шапка
- 1991 —  Під маскою Беркута
- 1991 — Привиди зеленої кімнати —  мадам Леблан
- 2003 —  Євлампія Романова. Слідство веде дилетант —  Капітоліна Макарівна
- 2006 —  Людина безповоротна —  Єлизавета Петрівна